# 帕勞—西班牙關係
帕劳-西班牙关系是帕劳和西班牙之间的双边和外交关系。帕劳目前在西班牙没有外交或领事代表。但西班牙在科罗尔设有领事馆，而代表西班牙驻帕劳的大使馆则设在菲律宾马尼拉。

## 历史关系
人们通常认为第一个看到这些岛屿的欧洲探险家是1522年的西班牙人贡萨洛·戈麦斯·德·埃斯皮诺萨，当时是在麦哲伦-埃尔卡诺远征的诺特里尼达岛上。